# Kamizelka ratunkowa

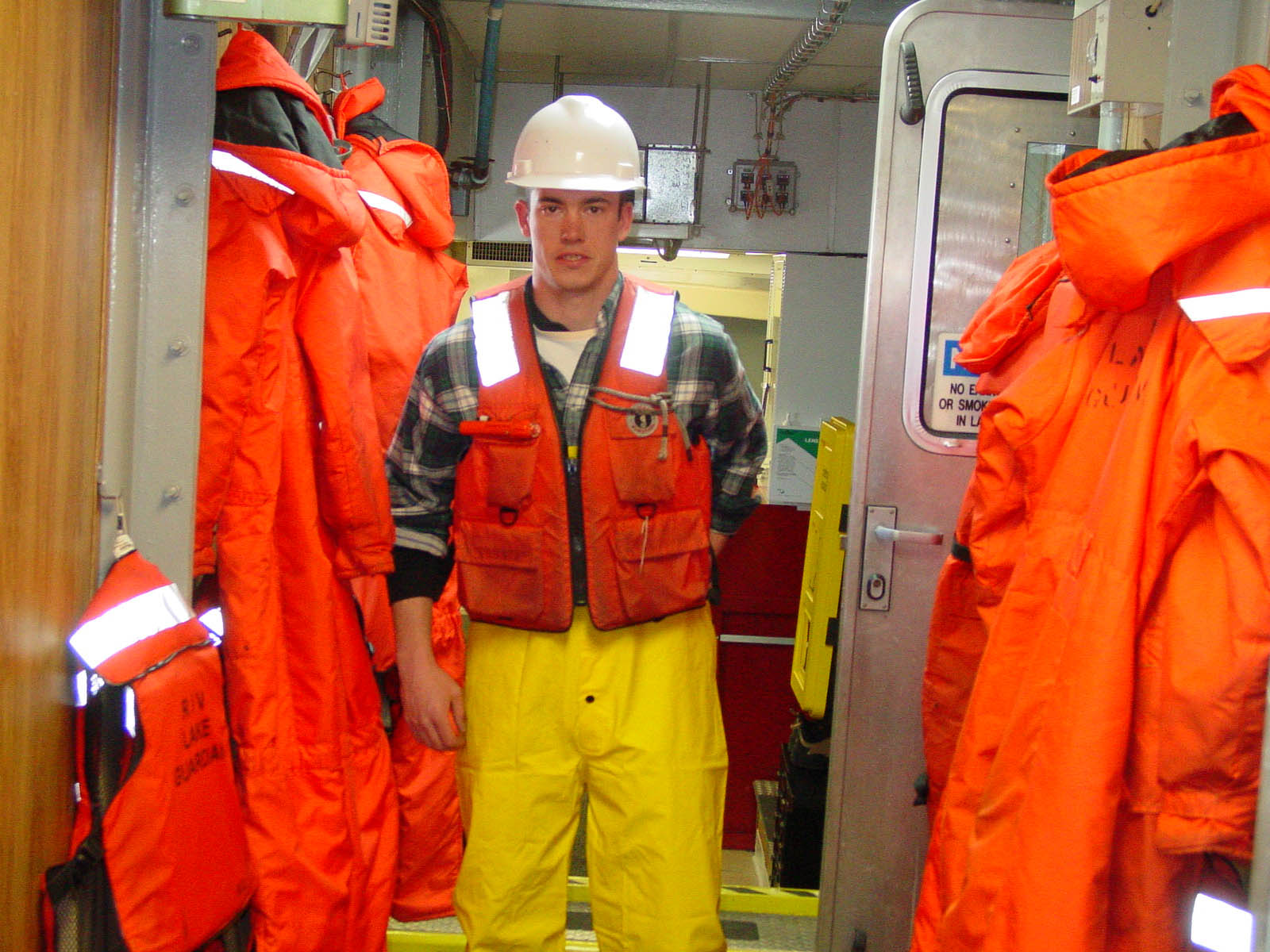
Mężczyzna w kamizelce ratunkowej i kasku ochronnym; u dołu lewej strony fotografii wisi druga taka sama kamizelka

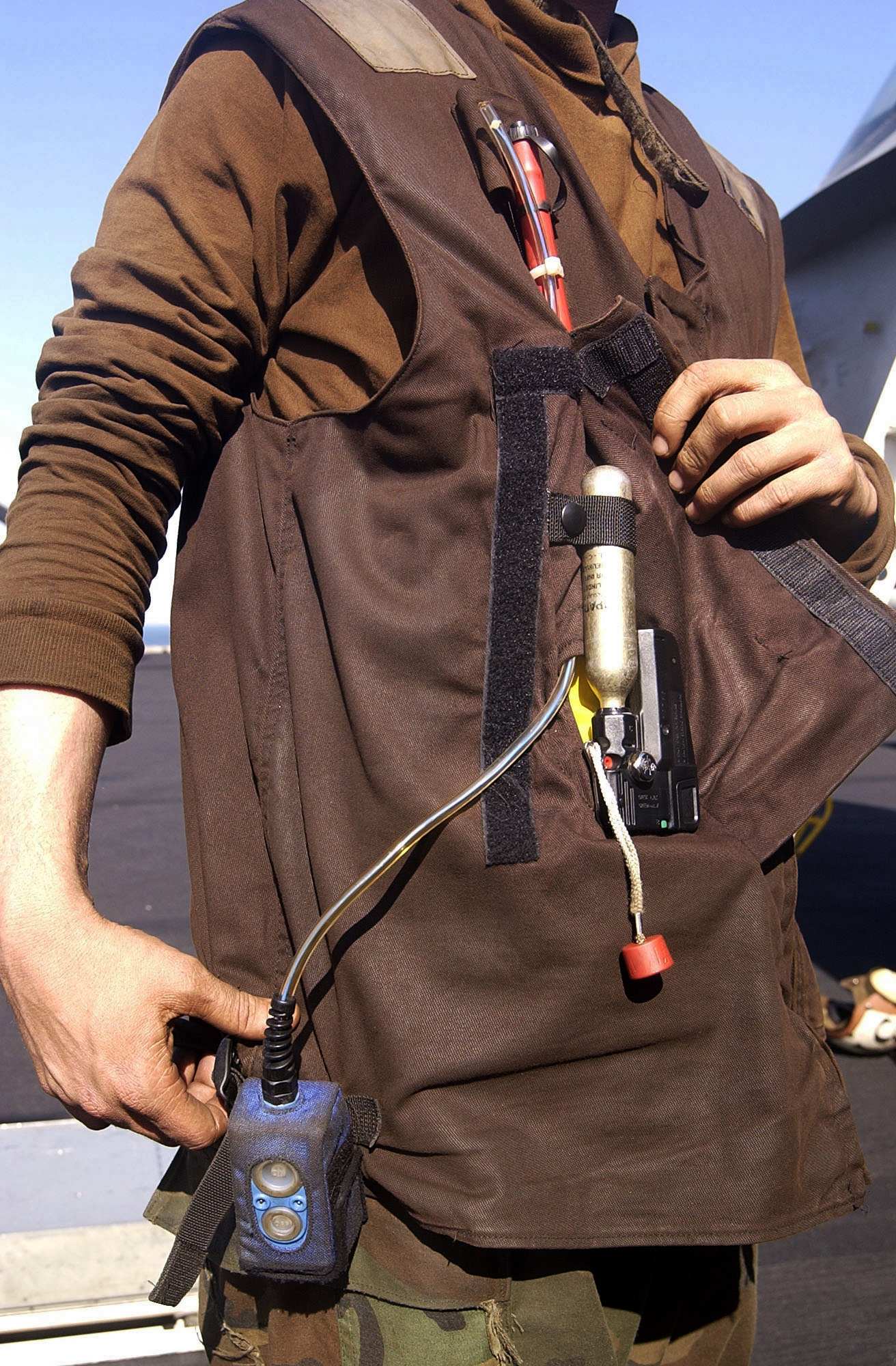
Elektroniczny system ratunkowy MOBI, używany przez marynarkę wojenną USA, po wypadnięciu marynarza do wody automatycznie wysyła sygnał: "człowiek za burtą"; może być przytwierdzony do kamizelki ratunkowej.

Kamizelka ratunkowa (pot. kapok) – kamizelka utrzymująca człowieka przez określony czas (zależny od klasy wyporności kamizelki) na powierzchni wody, wypełniona lżejszym od wody materiałem, np.: styropianem, korkiem, a w przeszłości kapokiem (stąd popularna, choć dziś już nieaktualna nazwa) lub materiałem syntetycznym, a w starszych modelach także wodorostami.
Rozróżnia się kamizelki sportowe o mniejszej wyporności i lepszym dopasowaniu do ciała, ratunkowe o większej wyporności, w kolorach jaskrawych (standardowo pomarańczowym) z odblaskami, z dodatkowym kołnierzem utrzymującym głowę ponad powierzchnią wody. Kamizelka ma system zapięć i ściągaczy dopasowujących rozmiar do rozmiarów ciała. Materiał wypornościowy w większości znajduje się na brzusznej stronie kamizelki, żeby wymóc pozycję na plecach.
Kamizelki ratunkowe o dużej wyporności, w jaskrawym kolorze, o sztywnym kołnierzu zapewniającym utrzymanie głowy ponad wodą nawet w przypadku utraty przytomności nazywane są pasami ratunkowymi. W przeciwieństwie do lżejszych kamizelek asekuracyjnych są one zaliczane do środków ratunkowych.
Od kamizelki asekuracyjnej różni się tym, że posiada sztywny kołnierz. Kamizelka asekuracyjna zwana też jest środkiem asekuracyjnym lub wypornościowym, przeznaczona jest tylko dla osób umiejących częściowo pływać.

## Wymagania
Według Konwencji SOLAS kamizelka ratunkowa powinna spełniać następujące warunki:
1. Nie może ulec spaleniu lub stopieniu po całkowitym zanurzeniu w ogniu na 2 sekundy.
2. Powinna być łatwa do zakładania (75% osób powinno założyć ją prawidłowo w ciągu 1 minuty, bez wcześniejszego przeszkolenia; po zademonstrowaniu techniki zakładania każda osoba powinna poprawnie założyć kamizelkę samodzielnie w czasie nie dłuższym niż 1 minuta).
3. Nie może utrudniać poruszania się.
4. Pozwala osobie ubranej w kamizelkę na skok do wody z wysokości 4,5 metra bez uszkodzenia ciała oraz bez przemieszczenia lub uszkodzenia kamizelki.
5. Zapewnia takie ułożenie osoby zmęczonej lub nieprzytomnej w wodzie, że usta znajdują się nie mniej niż 120 mm nad powierzchnią wody oraz ciało unosi się pod kątem nie mniejszym niż 20° od pionu.
6. Zapewnia obrócenie nieprzytomnej osoby z dowolnej pozycji w wodzie do pozycji, gdy usta są wynurzone, w czasie nie dłuższym niż 5 sekund.
7. Konstrukcja kamizelki ratunkowej dla dorosłych musi umożliwiać przepłynięcie krótkiego dystansu i wejście do środka ratunkowego (Łódź ratunkowa, tratwa pneumatyczna).